# Paläozeanographie

Klimadiagramm anhand von 57 weltweiten Tiefseesediment-Bohrkernen. Gemessen wurde das Isotop δ^{18}O in bentischen Foraminiferen, das als Proxy für die Gesamtmasse von Gletschereis gilt.

Paläozeanographie (altgriechisch παλαιός palaiós „alt“, -ozean und γράφειν gráphein „(auf-)schreiben“) ist die wissenschaftliche Untersuchung der ozeanographischen Geschichte in Bezug auf deren Zirkulation, Chemie, Biologie, Geologie, Sedimentationsmuster und biologische Produktivität. Die Rekonstruktion des vergangenen Klimas ermöglicht es paläozeanographischen Studien, unter der Verwendung von Umweltmodellen und verschiedenen Proxies, die Rolle der ozeanischen Prozesse im globalen (aktuellen) Klima zu bewerten. Die paläozeanographische Forschung ist eng mit der Paläoklimatologie verbunden.

## Methoden
Die Paläozeanographie nutzt sogenannte Proxy-Methoden, um Informationen über den vergangenen Zustand und die Entwicklung der Weltmeere zu gewinnen. Viele geochemische Proxy umfassen langkettige organische Moleküle (z. B. Alkenone), stabile und radioaktive Isotope und Spurenmetalle. Darüber hinaus werden häufig Sedimentkerne verwendet.

### Meeresoberflächentemperatur
Aufzeichnungen über die Meeresoberflächentemperatur (engl. SST – sea surface temperature) können aus Tiefseesedimentkernen anhand von Sauerstoffisotopenverhältnissen und dem Verhältnis von Magnesium zu Calcium (Mg/Ca) gewonnen werden. Untersucht werden dafür Schalen von Plankton, langkettige organische Moleküle wie Alkenone, tropische Korallen und Molluskenschalen.
Sauerstoffisotopenverhältnisse (δ18O) sind für die Temperaturrekonstruktion nützlich, da deren Isotopenverhältnisse temperaturabhängig sind. Plankton nimmt beim Aufbau seiner Schalen Sauerstoff auf und wird so unter thermodynamischen Gleichgewicht in wärmeren Gewässern mit weniger δ18O angereichert. Nach dem Lebenszyklus des Planktons bleibt dieses δ18O-Verhältnis in den Ablagerungen erhalten und kann verwendet werden um vergangene SSTs abzuleiten. Sauerstoffisotopenverhältnisse sind jedoch keine perfekten Proxys. Vor allem kontinentale Eisschilde haben einen Einfluss auf das δ18O Verhältnis, da sich das in ihnen konservierte Süßwasser durch niedrigere Werte von δ18O auszeichnet. Das führt dazu, dass der δ18O-Wert während der Eiszeiten im Meerwasser und somit auch in den gebildeten Calcitschalen deutlich erhöht war.
Die Substitution von Magnesium mit Calcium in CaCO3-Schalen kann stellvertretend für den SST verwendet werden. Mg/Ca-Verhältnisse haben neben der Temperatur mehrere andere Einflussfaktoren, wie z. B. Vitaleffekte, Schalenreinigung und postmortale und post-depositionale Auflösungseffekte. Trotz der anderen Einflüsse konnte über Mg/Ca-Verhältnisse die tropische Abkühlung während der letzten Eiszeit quantifiziert werden.
Alkenone sind langkettige, komplexe organische Moleküle, die von photosynthetischen Algen produziert werden. Sie sind temperaturempfindlich und können aus Meeressedimenten gewonnen werden. Die Verwendung von Alkenonen stellt eine direktere Beziehung zwischen SST und Algen dar und beruht nicht auf der Kenntnis biotischer oder physikalisch-chemischer thermodynamischer Beziehungen, die in CaCO3-Studien benötigt werden. Ein weiterer Vorteil der Verwendung von Alkenonen besteht darin, dass sie ein Produkt der Photosynthese sind und somit eine Bildung in den oberflächennahen Wasserschichten mit Sonnenlicht erfordern. Als solches zeichnet es die Temperatur der Meeresoberfläche genauer auf.

### Bodenwassertemperatur
Der am häufigsten verwendete Proxy zur Ableitung der Tiefseetemperaturgeschichte sind die Mg/Ca-Verhältnisse in benthischen Foraminiferen und Ostrakoden. Die aus den Mg/Ca-Verhältnissen abgeleiteten Temperaturen haben eine Abkühlung der Tiefsee um bis zu 3 °C während der spätpleistozänen Kaltzeiten bestätigt. In der Studie von Lear et al. [2002] wurde eine Gleichung zur Kalibrierung der Bodenwassertemperatur anhand von Mg/Ca-Verhältnissen aufgestellt:
{\displaystyle \mathrm {Mg/Ca} =0{,}867\pm 0{,}049\cdot \exp(0{,}109\pm 0{,}007\cdot \mathrm {BWT} )}
wobei Mg/Ca das in den benthischen Foraminiferen gefundene Mg/Ca-Verhältnis und BWT die Bodenwassertemperatur ist.

### Sedimentaufzeichnungen
Die Forschung über die Rekonstruktion anhand von Sedimentaufzeichnungen reicht bis in die 1930er Jahre und früher zurück. Die moderne rekonstruktive Forschung hat durch Sedimentkernscanmethoden eine Auflösung erreicht die mit den Eisbohrkernaufzeichnungen in der Antarktis vergleichbar sind. Die Aufzeichnungen können mithilfe von Paläoproduktivitätsmethoden Auskunft über die relative Häufigkeit von Organismen zu bestimmten Zeitpunkten geben und historische Wettermuster und Ozeanzirkulation dokumentieren.

### Salzgehalt
Der Salzgehalt ist eine schwieriger zu erfassende Größe in der Paläozeanographie. Die bevorzugten Methoden sind bisher die Dokumentation von Überschüssen an Deuterium in Kernaufzeichnungen, welche einen besseren Rückschluss auf den Salzgehalt der Meeresoberfläche liefern als Sauerstoffisotope, und die Auswertung bestimmter Spezies wie Kieselalgen, die aufgrund ihrer relativen Häufigkeiten in bestimmten Salzgehaltsbereichen, einen halbquantitativen Salzgehalt liefern können. Der globale Wasserkreislauf und der Salzgehalt der Ozeane hat sich mit der Zeit verändert, wobei der Nordatlantik immer salziger und der subtropische Indische und der Pazifische Ozean immer salzärmer wurden. Mit Veränderungen des Wasserkreislaufs entstanden auch Variationen bei der vertikalen Verteilung von Salz und Haloklinen. Große Süßwassereinbrüche und sich ändernde Salzgehalte können die Ausdehnung des Meereises reduzieren.

### Ozeanzirkulation
Mehrere Proxy-Methoden wurden verwendet, um die vergangene Ozeanzirkulation und deren Veränderungen abzuleiten. Dazu gehören Kohlenstoffisotopenverhältnisse, Cadmium/Calcium (Cd/Ca)-Verhältnisse, Protactinium/Thorium-Isotope (231Pa und 230Th), Radiokohlenstoff-Aktivität (δ14C), Neodym-Isotope (143Nd und 144Nd) und sortierbarer Schluff (Fraktion von Tiefseesedimenten) zwischen 10 und 63 μm. Kohlenstoffisotopen- und Cadmium/Calcium-Verhältnis-Proxies werden verwendet, da die Variabilität in ihren Verhältnissen teilweise auf Veränderungen in der Grundwasserchemie zurückzuführen ist, die wiederum mit der Quelle der Tiefenwasserbildung in Verbindung steht. Diese Verhältnisse werden jedoch durch biologische, ökologische und geochemische Prozesse beeinflusst, die Zirkulationsschlussfolgerungen erschweren.
Alle genannten Proxies sind nützlich, um das Verhalten der thermohalinen Zirkulation abzuleiten. McManus et al. [2004] verwendeten Protactinium/Thorium-Isotope (231Pa und 230Th), um zu zeigen, dass die atlantische thermohaline Zirkulation während der letzten Kaltzeit fast (oder vollständig) zum Erliegen kam. Im heutigen Atlantik und der aktuellen thermohalinen Zirkulation ist der 230Th-Transport zum Südpolarmeer aufgrund seiner kurzen Verweilzeit minimal und der 231Pa-Transport hoch. Dies führt zu relativ niedrigen 231Pa/230Th-Verhältnissen. Des Weiteren wurde auch einen kleinen Anstieg des 231Pa / 230Th-Verhältnisses während der Jüngeren Dryaszeit festgestellt, einer anderen Periode in der Klimageschichte, von der angenommen wird, dass sie eine schwächere Zirkulation erlebt hat.

### Säure, pH und Alkalinität
Borisotopenverhältnisse (δ11B) können verwendet werden, um sowohl rezente als auch tausendjährige Veränderungen des Säuregehalts, des pH-Werts und der Alkalinität des Ozeans abzuleiten. Die Veränderungen werden hauptsächlich durch die atmosphärischen CO2-Konzentrationen und die Konzentration von Bicarbonationen im Ozean erzwungen. Es wurde festgestellt, dass der δ11B-Gehalt in Korallen des südwestlichen Pazifiks mit dem pH-Wert des Ozeans variiert, was impliziert, dass Klimavariabilitäten wie die Pazifische Dekaden-Oszillation (PDO) die Auswirkungen der Ozeanversauerung aufgrund steigender atmosphärischer CO2-Konzentrationen beeinflussen können. Eine weitere Anwendung von δ11B ist als indirekter Proxy in Planktonschalen für die atmosphärischen CO2-Konzentrationen der letzten mehreren Millionen Jahre.